# Maria Yamamoto
Pour les articles homonymes, voir Yamamoto.
Maria Yamamoto (山本 麻里安, Yamamoto Maria) est une seiyū et chanteuse japonaise née le 11 septembre 1981 à Tokyo au Japon.

## Filmographie
- Amazing Nurse Nanako (en), pour Nanako
- Cinderella Boy (en), pour I Lyan Rain
- Chance Pop Session (en), pour Nozomi Kaihara
- Elfen Lied, pour Kisaragi, Kanae, Saito and Aiko Takada
- Hand Maid May, pour Cyberdoll May
- Elle et lui, pour Kano Miyazawa (début)
- Kuromajo-san ga Toru!! (en), pour Meg Shion
- Kyō no go no ni, pour Natsumi Hirakawa
- Magical Meow Meow Taruto (en), pour Chitose
- Metal Gear Solid 2: Sons of Liberty, pour Emma Emmerich
- Nurse Witch Komugi, pour herself (épisode 4)
- Papillon Rose (en), pour Tsubomi
- Petite Princess Yucie (en), pour Yucie
- Seraphim Call (en), pour Urara Tachibana
- Soul Nomad & the World Eaters (en), pour Euphoria
- Yami to Bōshi to Hon no Tabibito (en), pour Quill